# Standuhr (Motor)

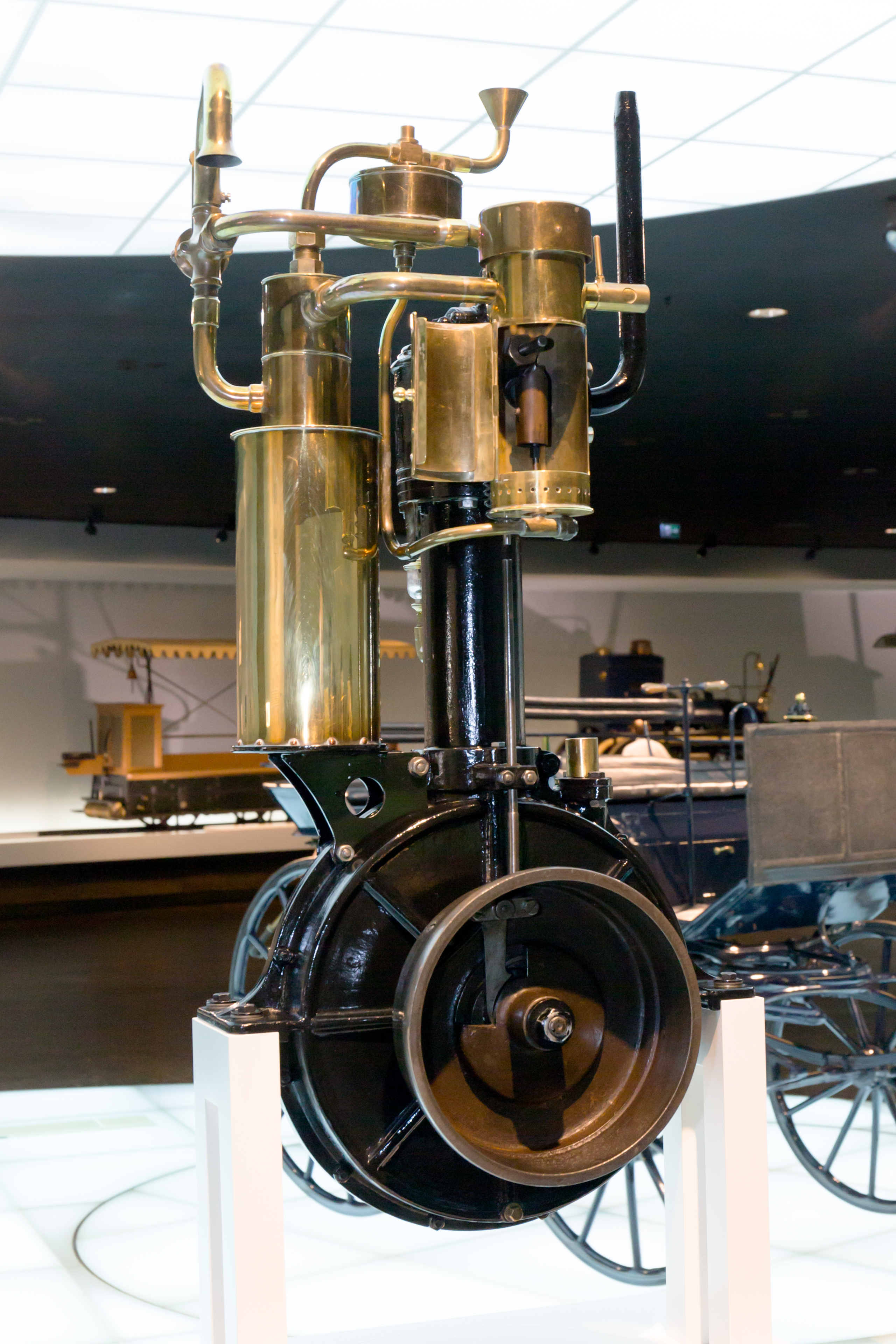
Standuhr. Version von 1886 mit 462 cm³ Hubraum und 1,1 PS (0,8 kW) bei 650 min^{−1}. Gewicht 92 kg

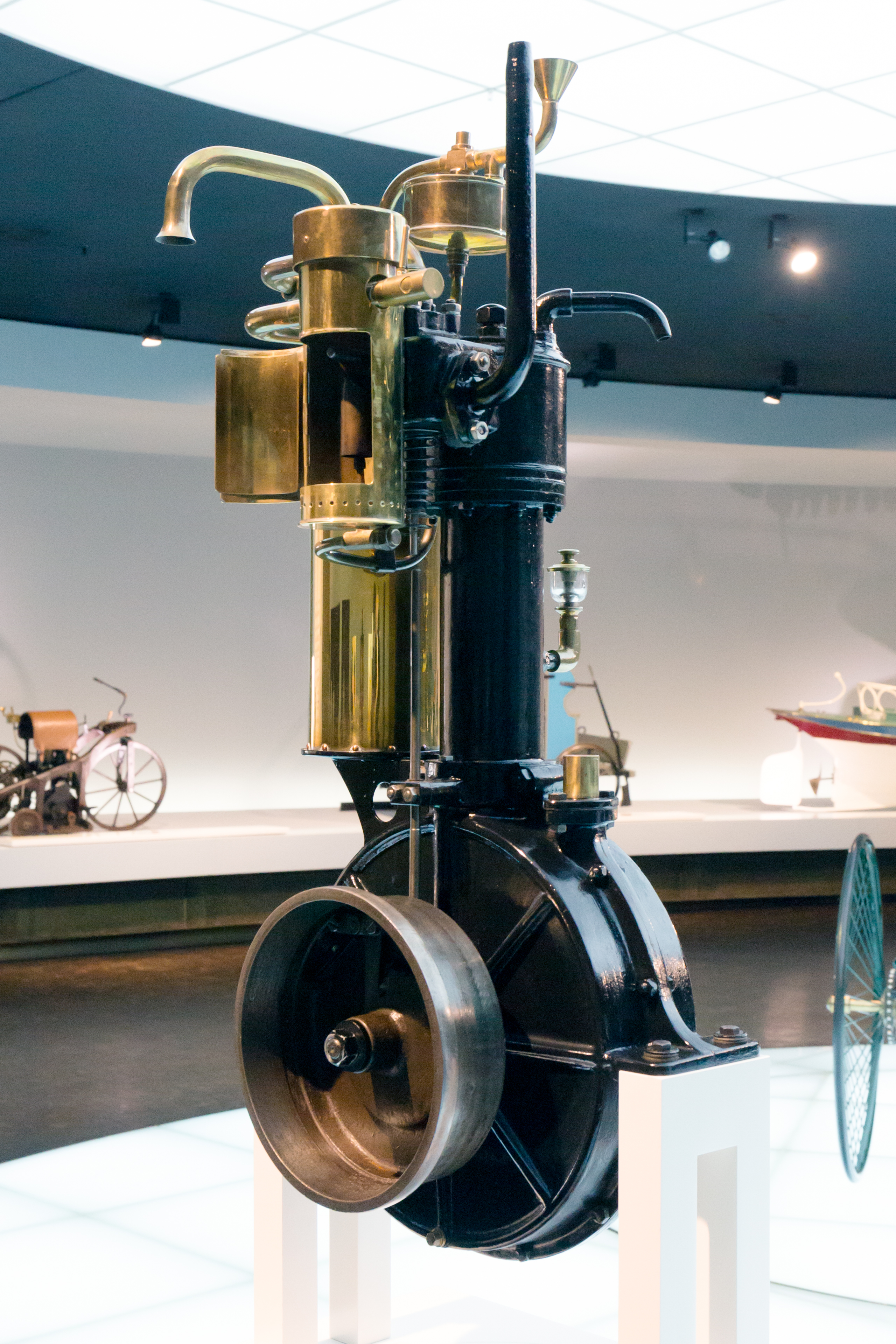
Standuhr (1886)

Standuhr wird der erste schnelllaufende Benzinmotor der Welt genannt, der von Gottlieb Daimler und Wilhelm Maybach entwickelt wurde. Daimler erhielt am 3. April 1885 ein Patent auf den an eine Pendeluhr erinnernden Viertaktmotor, der von den Erfindern „Standuhr“ genannt wurde.

## Vorgeschichte
Mit der Abfindung der Gasmotorenfabrik Deutz in Höhe von 75.000 Mark erwarb Daimler 1882 eine Villa in der Taubenheimstraße in Stuttgart. Zusammen mit Maybach führte er im Gartenhaus der Villa Motorenversuche durch. Die Versuche fanden unter größter Geheimhaltung statt, sodass eines Tages der Gärtner bei der Polizei Anzeige erstattete, da er den Verdacht einer Falschmünzerwerkstatt hatte. Polizeiunteroffizier Johann Sieger leitete die Ermittlungen. Mit einem Nachschlüssel drang man nachts ins Gartenhaus ein, fand aber nichts Verdächtiges.
Maybach, der im Rahmen der Versuche viele Patente studierte, übernahm die 1879 von Leo Funck erfundene Glührohrzündung, auf die (mangels Geldes) das Patent erloschen war. Der unter Patent Nr. 28022 vom 16. Dezember 1883 geschützte Gasmotor hatte eine „nicht gesteuerte Glührohrzündung“, für die der Begriff „pneumatische Zündung“ verwendet wurde. Der Motor ist so, wie im Patent beschrieben, „nie gebaut worden und hätte auch kaum funktioniert.“ Mit dem Patent Nr. 28243 vom 22. Dezember 1883 ergänzte Daimler nicht nur das vorherige Patent, sondern ließ sich die Ventilsteuerung seines Motors schützen. Mit dieser Kurvennutensteuerung lief Ende 1883 der erste Versuchsmotor, dessen Bronze-Zylinder von der Glockengießerei Heinrich Kurtz gegossen worden war. Der Motor (Bohrung: 42 mm, Hub: 72 mm) erreichte im Mai 1884 eine Drehzahl von 600 min−1, weit mehr als alle anderen Motoren vorher, und soll etwa 1/4 PS (294 W) geleistet haben. Bei dem Werksbrand 1903 wurden der Motor sowie alle Unterlagen zerstört. Beim zweiten Versuchsmotor war bereits das Einlassventil gesteuert.

## Standuhr
Der dritte Versuchsmotor, mit Schnüffelventil und Oberflächenvergaser, der als „Standuhr“ in die Geschichte einging, leistete etwa 1 PS (735 W) bei 600 min−1; die Bohrung betrug 70, der Hub 120 mm (Hubraum 462 cm³). Mit dem Patent Nr. 34926 vom 3. April 1885 ließ sich Daimler die Vorverdichtung des Verbrennungsgemischs im Kurbelgehäuse schützen. Diese Konstruktion erforderte ein geschlossenes Kurbelgehäuse. Mit Patent Nr. 36423 vom 29. August 1885 wurde der Daimler-Reitwagen geschützt. Die auf 264 cm³ Hubraum verkleinerte Version der „Standuhr“ mit einem von Maybach entwickelten und auf Daimler patentierten Schwimmervergaser wurde zum ersten Mal dort im Fahrversuch erprobt. 1886 wurde die auf 1,1 PS (809 W) bei 650 min−1 leistungsgesteigerte Standuhr als Antrieb in eine Kutsche (Daimler-Motorwagen) eingebaut; die Karosserie des Einzelstücks fertigte Wimpff und Sohn in Stuttgart. Erste Ausfahrten gab es im März 1887. Zuvor jedoch, im August 1886, wurde die Standuhr in Daimlers Boot „Neckar“, Patent Nr. 39367 vom 9. Oktober 1886, erprobt. 1888 wurde sie als Antrieb für das Luftschiff von Friedrich Hermann Wölfert benutzt und in der Feuerlöschpumpe „Daimler-Motorspritze“, Patent Nr. 46779 bekannt. Erst in den beiden Ausführungen des Daimler-Stahlradwagens von 1889 wurde ein neuentwickelter Zweizylinder-Motor verwendet.

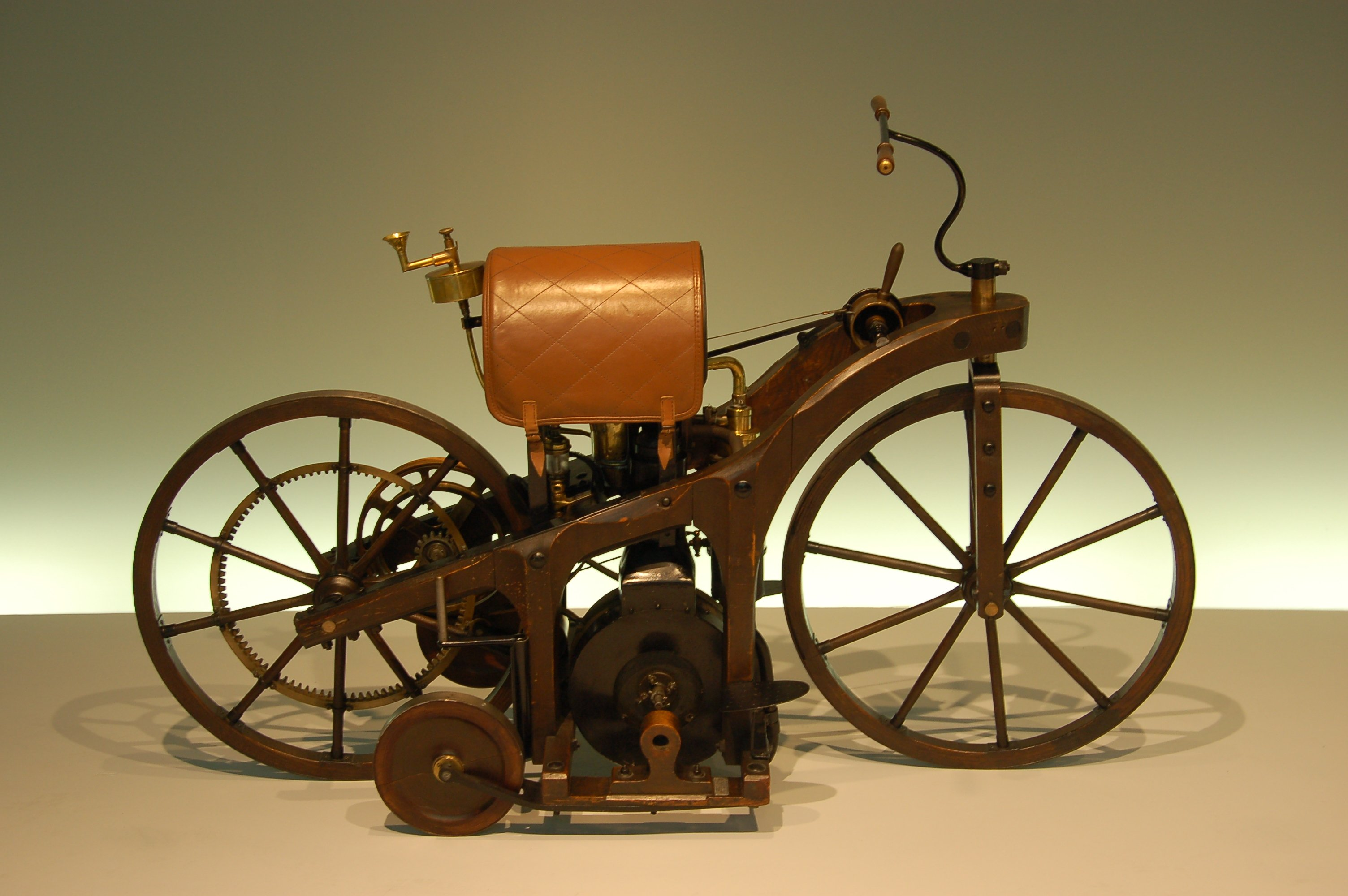
Daimler-Reitwagen (1885)
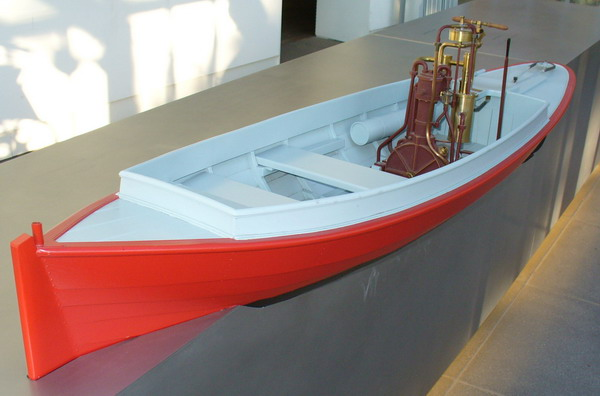
Daimler-Boot (1886)
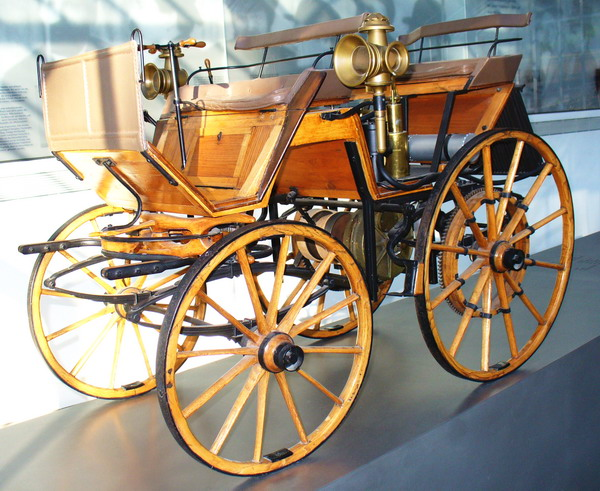
Daimler-Motorwagen (1886)
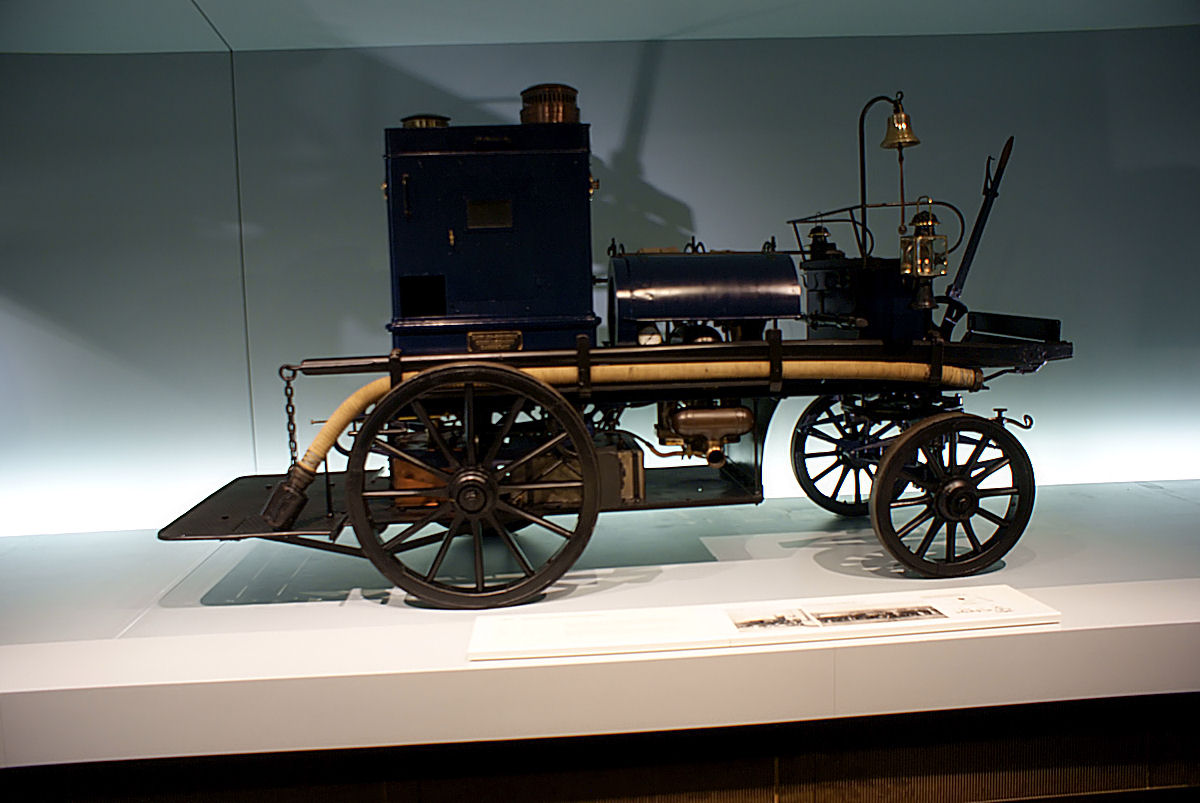
Daimler-Motorspritze, Patent Nr. 46779 (1888)
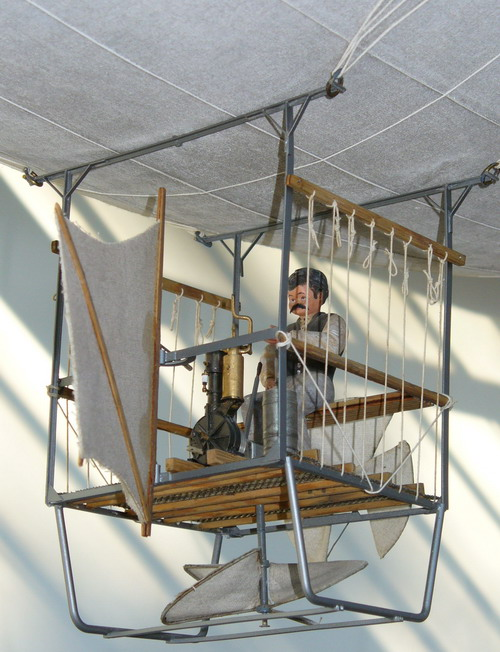
Luftschiff (1888)

## Rechtsstreitigkeiten
Der Erfolg des Daimler’schen Motors – er hatte das Patent auf die ungesteuerte Glührohrzündung – führte zu erbittert geführten Prozessen (zwei Instanzen) und einer Nichtigkeitsklage von Deutz gegen das Patent Nr. 28022, die vom Reichsgericht 1897 in letzter Instanz verworfen wurde. Vorgeworfen wurde Daimler, „überhaupt keine Erfindung getan“ und die Glührohrzündung unberechtigt benutzt zu haben. Daimler wiederum führt in seiner Erwiderung vom April 1894 an, dass …

„… nur durch das von mir nach unendlichen Versuchen erfundene Verfahren der Anwendung der Kompression unter gleichzeitiger Verwendung einer von aussen erhitzten Glühstelle des Kompressionsraumes, welche mit demselben in fortwährend offener Verbindung derart funktioniert, dass die Zündung der Ladung bei rascher Kompression erst am Ende des Kompressionshubes eintritt […]“

zum Erfolg führte. Daimler nahm, um die unkontrollierbare Frühzündung zu verhindern, umfangreiche Versuche am Brennraum vor. Er zeigte sich verbittert über Deutz, da das 1885 angebotene Nutzungsrecht („Ausbeutung und Vertrieb“) für den Daimler’schen Motor von Deutz abgelehnt und die Erfindung abwertend als „Kappes“ bezeichnet wurde.